# Schweizer Badmintonmeisterschaft 1983
Die Schweizer Badmintonmeisterschaft 1983 fand vom 5. bis zum 6. Februar 1983 statt. Es war die 29. Auflage der nationalen Titelkämpfe im Badminton in der Schweiz.

## Finalergebnisse
| Disziplin    | Sieger                        | Finalist                       | Ergebnis           |
| ------------ | ----------------------------- | ------------------------------ | ------------------ |
| Herreneinzel | Pascal Kaul                   | Paolo di Paoli                 | 18-14, 7-15, 15-12 |
| Dameneinzel  | Liselotte Blumer              | Jacqueline Fischer             | 11-0, 11-1         |
| Herrendoppel | Pierre Duboux Pascal Kaul     | Paolo di Paoli Laurent Kuhnert | 9-15, 18-15, 15-8  |
| Damendoppel  | Liselotte Blumer Rita Lutz    | Catherine Caretti Sylvia Huldi | 15-8, 15-11        |
| Mixed        | Michael Althaus Iris Kaufmann | Pascal Kaul Sylvia Hugentobler | 15-0, 15-2         |